# Promachus sokotrae
Promachus sokotrae là một loài ruồi trong họ Asilidae. Promachus sokotrae được Ricardo miêu tả năm 1903. Loài này phân bố ở vùng nhiệt đới châu Phi.